# Burnup
Na tecnologia de energia nuclear, o burnup ou consumo (também conhecido como utilização de combustível) é uma medida de quanta energia é extraída de uma fonte primária de combustível nuclear. É medido como a fração de átomos de combustível que sofreu fissão em %FIMA (fissões por átomo de metal inicial) ou %FIFA (fissões por átomo físsil inicial), bem como, de preferência, a energia real liberada por massa de combustível inicial em gigawatts-dias/tonelada métrica de metal pesado (GWd/tHM), ou unidades semelhantes. Simplesmente, o burnup é uma forma de medir quanto urânio é consumido no reator. É uma medida de quanta energia é extraída de um combustível nuclear e uma medida de esgotamento do combustível.